# Hans-Jürgen Hahn

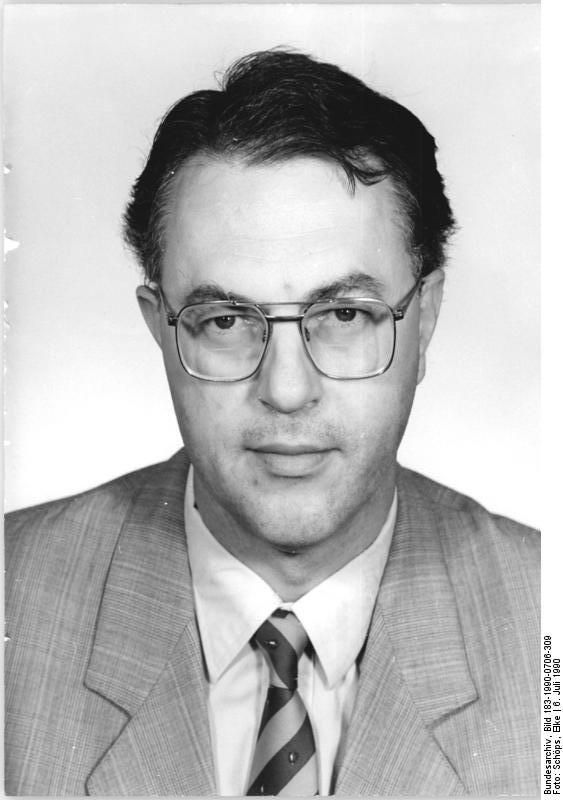
Hans-Jürgen Hahn (1990)

Hans-Jürgen Hahn (* 12. August 1942 in Dresden; † 15. Dezember 2023 in Karlsburg) war ein deutscher Mediziner, der sich vor allem im Bereich der Diabetologie einen Namen machte. Er gehörte seit 1975 zu den prägenden Medizinern des Zentralinstitutes für Diabetes „Gerhard Katsch“ in Karlsburg. Darüber hinaus lehrte er zeitweise an der Ernst-Moritz-Arndt-Universität in Greifswald. Politisch engagierte sich Hahn in der Zeit der politischen Wende in der DDR für die PDS, die er nach den Volkskammerwahlen 1990 als Abgeordneter im letzten Parlament der DDR vertrat. In der Folge engagierte sich Hahn regionalpolitisch auch für die Nachfolgepartei Die Linke.

## Leben
Hans-Jürgen Hahn wurde am 12. August 1942 in Dresden geboren. Nach dem Krieg wuchs er im Erzgebirge auf, wo er von 1948 bis 1956 die St. Annen Grundschule und anschließend bis 1960 die Oberschule „Johannes R. Becher“ in Annaberg-Buchholz besuchte, die er mit dem Abitur verließ. Im gleichen Jahr trat Hahn in die SED ein. Anschließend arbeitete Hahn zunächst als Hilfspfleger im Kreispflegeheim „Otto-Buchwitz“ in Annaberg-Buchholz, bevor er 1961 eine Zulassung zum Studium der Medizin an der Ernst-Moritz-Arndt-Universität Greifswald (EMAU) erhielt, das er 1967 mit der Approbation beendete. Gleichzeitig wurde er an der Medizinischen Fakultät der EMAU zum Dr. med. promoviert. Zum Ende des Studiums erhielt Hahn 1966 ein Karl-Marx-Stipendium, das für hervorragende Leistungen und besondere Erfolge bei der Aneignung des Marxismus-Leninismus und bei seiner Anwendung im Fachstudium verliehen wurde.
Als Hahn nach dem Studium als wissenschaftlicher Assistent an das Zentralinstitut für Diabetes (ZID) „Gerhardt Katsch“ in Karlsburg wechselte, um eine Facharztausbildung im Fach Pathologische Physiologie zu beginnen, konnte er Studienaufenthalte in Warschau am Institut für Histologie der Medizinischen Akademie, in Moskau am Institut für Biochemie der Medizinischen Akademie der UdSSR, in Berlin am Institut für Physiologische Biochemie der Medizinischen Fakultät der Humboldt-Universität (HUB) und in Jena am Institut für Pathophysiologie der Medizinischen Fakultät der Friedrich-Schiller-Universität absolvieren. Diese Ausbildung konnte er 1972 mit der Anerkennung als Facharzt für „Pathologische Physiologie“ abschließen. Schon während dieser Ausbildung begann sich Hahn im Rahmen der Diabetes-Erforschung auch überregional zu engagieren, er war von 1969 bis 1977 als Sekretär der Sektion „Diabetes“ in der Gesellschaft für Endokrinologie und Stoffwechselkrankheiten der DDR tätig. In der Folge sollte das ZID in Karlsburg für Hahn der zukünftige private und berufliche Lebensmittelpunkt werden. Von 1972 bis 1974 war er zunächst als Wissenschaftlicher Mitarbeiter der Arbeitsgruppe Pathobiochemie des Experimentellen Bereiches am ZID tätig, in dieser Zeit hospitierte er 1973 am Institut für Histologie der Medizinischen Fakultät der schwedischen Universität Umeå. Diese Tätigkeit endete mit der Ernennung zum Oberarzt. Daran anschließend wurde Hahn 1975 die Leitung der Abteilung für Zellphysiologie am Experimentellen Bereich des ZID übertragen, die er bis 1990 innehatte. 1976 kam noch die Leitung der Prognosearbeitsgruppe des Forschungsprojektes „Diabetes mellitus und Fettstoffwechselstörungen“ hinzu, die er bis 1986 ausführte und anschließend bis 1990 als Mitglied der Projektleitung noch bekleidete. Unterbrochen wurde seine Tätigkeit von Arbeitsaufenthalten am Department für Medizinische Zellbiologie der Universität Uppsala zwischen 1977 und 1978, vor dem er 1977 noch zum Dr. med. habil. an der Medizinischen Fakultät der EMAU habilitiert wurde, und einem Arbeitsaufenthalt am Department für Pathologie der Washington-Universität St. Louis in den Jahren 1982 und 1983. Hinzu kam ab 1978 die Tätigkeit als wissenschaftlicher Berater der Zeitschrift „Experimental and Clinical Endocrinology“, die Hahn bis 1991 ausübte. Vor seinem USA-Aufenthalt erhielt Hahn 1982 die Lehrbefähigung (Facultas Docendi) für das Fach „Pathologische Biochemie“ durch die Medizinische Fakultät der EMAU, die er ab 1984 zunächst Honorardozent für das Fach „Pathologische Biochemie“, ab 1989 als Honorarprofessor für Pathobiochemie an der EMAU ausübte. Im Rahmen seiner Lehrtätigkeit hospitierte Hahn 1987 erstmals am Institut für Pathologie der Freien Universität im damaligen West-Berlin, es folgte bis 1990 weitere Arbeitsaufenthalte am Institut für Immunologie der gleichen Universität im Zusammenhang mit der Umsetzung eines gemeinsamen, von der Juvenile Diabetes Foundation mit Sitz in New York geförderten Projektes. 1988 wurde der mittlerweile auch international anerkannte Fachmann als Mitglied in den Vorstand der Europäischen Gesellschaft zum Studium des Diabetes (EASD) gewählt, in dem er bis 1992 verblieb.
Während der Zeit der politischen Wende in der DDR geriet Hahn ins Blickfeld seiner Partei und ihrer daraus entstandenen Nachfolgerin PDS, da sie für die Volkskammerwahl am 18. März 1990 neue, unverbrauchte Gesichter benötigte. Der international renommierte Mediziner, der bis dahin politisch nicht in Erscheinung getreten war, sagte zu und kandidierte daraufhin im Wahlbezirk Rostock (13) auf dem Listenplatz 2 für die PDS zur Wahl des letzten Parlamentes der DDR. In diesem Wahlbezirk errang die PDS 5 Plätze und Hahn gehörte somit als PDS-Abgeordneter der letzten Volkskammer an. Dieses Mandat legte er jedoch am 8. August 1990 nieder, sein Nachfolger wurde Hartmut Junghanns. Hahn war mittlerweile zum Direktor des Experimentellen Bereiches des ZID ernannt worden, womit sein überregionales Politikengagement endete. In dieser Funktion war er als Projektmanager verschiedener wissenschaftlicher Projekte bis zur Abwicklung dieses Bereiches im Dezember 1996 tätig. Darüber hinaus war Hahn von 1992 bis 1995 als Wissenschaftlicher Berater der Sandoz AG in Basel (Schweiz) und Auftragnehmer verschiedener Industrieforschungsprojekte tätig, parallel dazu lehrte er von 1994 bis 1995 als Gastprofessor am Institut für Experimentelle Heilkunde und Endokrinologie (LEGENDO) der Katholischen Universität Leuven in Belgien. Nach der Auflösung seines Arbeitsbereiches am ZID war Hahn zunächst arbeitslos, bis er ab 1998 bis 2006 in verschiedenen Unternehmen in Rostock und Greifswald als Leitender Mitarbeiter und Projektmanager im Bereich Medizinforschung und Handel mit medizinischem Gerät tätig war. Anschließend ging Hahn in Rente. Nunmehr begann er sich wieder parteipolitisch zu engagieren. 2009 kandidierte er für die Partei Die Linke bei den Kommunalwahlen für den Kreistag des Landkreises Ostvorpommern und gehörte ihm bis 2011 an. In dieser Funktion war er Mitglied des Aufsichtsrates der Ver- und Entsorgungsgesellschaft für den Landkreis Ostvorpommern mbH und war stellvertretender Vorsitzender des Kreistagsausschusses für Soziales und Gesundheit.

## Wissenschaftliches Werk
Hahn war an 315 wissenschaftlichen Veröffentlichungen und Buchbeiträgen sowie an zwei DDR-Patenten beteiligt. Er betreute 13 Diplomarbeiten an der EMAU und HUB sowie 15 Promotionen an verschiedenen Fakultäten der EMAU. Zahlreiche Publikationen verfasste er gemeinsam mit Tibor Diamantstein.

## Ehrungen
Parteipolitisch trat Hahn in der DDR nicht in Erscheinung, so dass bisher von den üblichen Staatlichen Auszeichnungen nichts bekannt ist. Sein medizinisches Wirken wurde jedoch mehrfach gewürdigt.
- 1977 „Gerhardt-Katsch-Preis“ der Gesellschaft für Endokrinologie und Stoffwechselerkrankungen der DDR;
- 1980 „Rudolf-Virchow-Preis“ des Ministers für Gesundheitswesens der DDR (im Kollektiv)
- 1984 Ernennung zum Medizinalrat
- 1987 Forschungspreis 1. Klasse der Martin-Luther-Universität Halle-Wittenberg (im Kollektiv)